# 张树峰
张树峰（1984年11月24日—）是中国跳高运动员，他的个人最好成绩是2.30米，於2006年8月在石家庄取得，他来自黑龙江省。他是中华人民共和国全国运动会的两届冠军和一届全国锦标赛冠军。
他在2005年亚洲锦标赛和2005年东亚运动会赢得铜牌。在2007年夏季世界大学生运动会和2010年世界室内田径锦标赛上，他未能跳出有效成绩。
他由前亚洲运动会冠军周忠革教练。周忠革将张树峰从2.20米提升到2.30米，达到国际水平。他俩聚焦于提升张树峰的爆发性跳跃能力和降低他起跳时的重心。

## 全国冠军
- 中华人民共和国全国运动会
  - 跳高：2005年、2009年[6]
- 中国田径锦标赛
  - 跳高：2005年[6]

## 国际竞赛
| 年   | 賽事             | 舉辦城市   | 名次  | 項目 | 記錄   |
| ---- | ---------------- | ---------- | ----- | ---- | ------ |
| 2005 | 亚洲锦标赛       | 韩国仁川   | 第3名 | 跳高 | 2.23 m |
| 2005 | 东亚运动会       | 中国澳门   | 第3名 | 跳高 | 2.20 m |
| 2007 | 世界大学生运动会 | 泰国曼谷   | —     | 跳高 | NM     |
| 2010 | 世界室内锦标赛   | 卡塔尔多哈 | —     | 跳高 | NM     |

## 外部連結
- 张树峰在的頁面